# EFL League One
English Football League One (známá také jako League One, oficiálním názvem dle sponzora Sky Bet League 1) je třetí nejvyšší fotbalová liga v Anglii. Do druhé nejvyšší fotbalové ligy EFL Championship postupují vždy tři týmy: Vítěz, druhý tým, a vítěz play-off.

## Bývalé názvy
Před sezonou 2004-05 byl změněn systém fotbalových lig v Anglii. Proto byla tato liga známá i pod jinými názvy:
- 1920–1921 (Division Three)
- 1921–1958 (Division Three North/South)
- 1958–1992 (Division Three)
- 1992–2004 (Division Two)
- 2004– (League One)

## Postupující (z League One)
| Sezóna  | Vítěz                   | Postupující         | Vítěz Play-Off      |
| ------- | ----------------------- | ------------------- | ------------------- |
| 2004/05 | Luton Town              | Hull City           | Sheffield Wednesday |
| 2005/06 | Southend United         | Colchester United   | Barnsley            |
| 2006/07 | Scunthorpe United       | Bristol City        | Blackpool           |
| 2007/08 | Swansea City            | Nottingham Forest   | Doncaster Rovers    |
| 2008/09 | Leicester City          | Peterborough United | Scunthorpe United   |
| 2009/10 | Norwich City            | Leeds United        | Millwall            |
| 2010/11 | Brighton & Hove Albion  | Southampton         | Peterborough United |
| 2011/12 | Charlton Athletic       | Sheffield Wednesday | Huddersfield Town   |
| 2012/13 | Doncaster Rovers        | Bournemouth         | Yeovil Town         |
| 2013/14 | Wolverhampton Wanderers | Brentford           | Rotherham United    |
| 2014/15 | Bristol City            | Milton Keynes Dons  | Preston North End   |
| 2015/16 | Wigan Athletic          | Burton Albion       | Barnsley            |
| 2016/17 | Sheffield United        | Bolton Wanderers    | Millwall            |
| 2017/18 | Wigan Athletic          | Blackburn Rovers    | Rotherham United    |
| 2018/19 | Luton Town              | Barnsley            | Charlton Athletic   |
| 2019/20 | Coventry City           | Rotherham United    | Wycombe Wanderers   |
| 2020/21 | Hull City               | Peterborough United | Blackpool           |
| 2021/22 | Wigan Athletic          | Rotherham United    | Sunderland          |
| 2022/23 | Plymouth Argyle         | Ipswich Town        | Sheffield Wednesday |
| 2023/24 | Portsmouth              | Derby               | Oxford United       |
| 2024/25 | Birmingham              | Wrexham             |                     |

## Sestupující (z League One)
| Sezóna  | Kluby                                                               |
| ------- | ------------------------------------------------------------------- |
| 2004/05 | Torquay United, Wrexham, Peterborough United, Stockport County      |
| 2005/06 | Hartlepool United, Milton Keynes Dons, Swindon Town, Walsall        |
| 2006/07 | Chesterfield, Bradford City, Rotherham United, Brentford            |
| 2007/08 | Bournemouth, Gillingham, Port Vale, Luton Town                      |
| 2008/09 | Northampton Town, Crewe Alexandra, Cheltenham Town, Hereford United |
| 2009/10 | Stockport County, Wycombe Wanderers, Southend United, Gillingham    |
| 2010/11 | Walsall, Dagenham & Redbridge, Bristol Rovers, Swindon Town         |
| 2011/12 | Wycombe Wanderers, Chesterfield, Exeter City, Rochdale              |
| 2012/13 | Scunthorpe United, Bury, Hartlepool United, Portsmouth              |
| 2013/14 | Stevenage, Shrewsbury Town, Carlisle United, Tranmere Rovers        |
| 2014/15 | Crawley Town, Leyton Orient, Yeovil Town, Notts County              |
| 2015/16 | Crewe Alexandra, Blackpool, Colchester United, Doncaster Rovers     |
| 2016/17 | Port Vale, Coventry City, Swindon Town, Chesterfield                |
| 2017/18 | Oldham Athletic, Northampton Town, Milton Keynes Dons, Bury         |
| 2018/19 | Plymouth, Walsall, Scunthorpe, Bradford City                        |
| 2019/20 | Tranmere Rovers, Southend United, Bolton Wanderers                  |
| 2020/21 | Rochdale, Northampton Town, Swindon Town, Bristol Rovers            |
| 2021/22 | Gillingham, Doncaster Rovers, Wimbledon, Crewe Alexandra            |
| 2022/23 | Milton Keynes Dons, Morecambe, Accrington, Forest Green             |
| 2023/24 | Cheltenham Town, Fleetwood Town, Port Vale, Carlisle United         |
| 2024/25 | Crawley Town, Bristol Rovers, Cambridge United, Shrewsbury Town     |

## Nejlepší střelci
| Sezóna  | Nejlepší střelec    | Klub                | Góly |
| ------- | ------------------- | ------------------- | ---- |
| 2004/05 | Stuart Elliott      | Hull City           | 27   |
| 2004/05 | Dean Windass        | Bradford City       | 27   |
| 2005/06 | Freddy Eastwood     | Southend United     | 23   |
| 2005/06 | Billy Sharp         | Scunthorpe United   | 23   |
| 2006/07 | Billy Sharp         | Scunthorpe United   | 30   |
| 2007/08 | Jason Scotland      | Swansea City        | 24   |
| 2008/09 | Simon Cox           | Swindon Town        | 29   |
| 2008/09 | Rickie Lambert      | Bristol Rovers      | 29   |
| 2009/10 | Rickie Lambert      | Southampton         | 31   |
| 2010/11 | Craig Mackail-Smith | Peterborough United | 27   |
| 2011/12 | Jordan Rhodes       | Huddersfield Town   | 38   |
| 2012/13 | Paddy Madden        | Yeovil Town         | 24   |
| 2013/14 | Sam Baldock         | Bristol City        | 24   |
| 2014/15 | Joe Garner          | Preston North End   | 26   |
| 2015/16 | Will Grigg          | Wigan Athletic      | 25   |
| 2016/17 | Billy Sharp         | Sheffield United    | 30   |
| 2017/18 | Jack Marriott       | Peterborough United | 27   |
| 2018/19 | James Collins       | Luton Town          | 25   |